# هیدئو سکیگاوا
هیدئو سکیگاوا (به ژاپنی: 関 川 秀雄)، (۱ دسامبر ۱۹۰۸ -- ۱۶ دسامبر ۱۹۷۷) کارگردان فیلم سینمای ژاپن بود که عمدتاً برای فیلم‌هایی با گرایش جناح چپ ساخته شده در اواخر دهه ۱۹۴۰ و اوایل دهه ۱۹۵۰ شناخته می‌شود. برجسته‌ترین آثار او فیلم‌های ضد جنگ آنها که فردا را می‌سازند (۱۹۴۶)، به صدای دریا گوش کن (۱۹۵۰) و هیروشیما (۱۹۵۳) هستند.